# Поварова, Александра Ивановна
Александра Ивановна Поварова (1924 — 1998) — передовик советского сельского хозяйства, доярка Панциревского госплемптицезавода, Инзенского района Ульяновской области, Герой Социалистического Труда (1971).

## Биография
Родилась в 1924 году в деревне Ильинский Колдаис Ульяновской области, в русской крестьянской семье.
Завершив обучение в начальной школе, с 14 лет стала работать в колхозе «Путь к коммунизму». С началом Великой Отечественной войны ушла добровольцем на фронт. Службу проходила водителем, обеспечивала подвоз снарядов к передовой.
Вернувшись с фронта, трудоустроилась дояркой на животноводческой ферме в Андрияновке. Добивалась высоких производственных показателей. Сумела достичь надоя свыше 6000 килограммов молока от каждой закреплённой коровы за год. Была назначена бригадиром молочно-товарной фермы.
Указом Президиума Верховного Совета СССР от 8 апреля 1971 года за особые заслуги и высокие производственные достижения в сельском хозяйстве, а также за рекордные показатели по надою молока Александре Ивановне Поваровой было присвоено звание Героя Социалистического Труда с вручением ордена Ленина и золотой медали «Серп и Молот».
В 1979 году вышла на заслуженный отдых.
Умерла в 1998 году. Похоронена в селе Панциревка Инзенского района.

## Награды
За трудовые успехи была удостоена:
- золотая звезда «Серп и Молот» (08.04.1971)
- орден Ленина (08.04.1971)
- Орден Отечественной войны 2 степени (11.03.1985)
- Орден Трудового Красного Знамени (22.03.1966)
- другие медали.